# For First Time Lovers
"For First Time Lovers" (hangul: 처음 사랑하는 연인들을 위해), também conhecido como Banmal Song (hangul: 반말송), é o primeiro single digital solo de Jung Yong-hwa, o qual fala sobre amantes de primeira viagem que querem se aproximar. A canção foi exibida no programa sul-coreano We Got Married e chamou muita atenção dos espectadores, que pediram uma gravação oficial da música.

## Produção
A canção "Banmal Song" foi escrita por Jung Yong-hwa e Seohyun. Eles eram marido e esposa no programa We Got Married, sendo apelidos de casal YongSeo (hangul: 용서 커플) e tinham como missão fazer uma música em dueto e postarem no Youtube. Assim, a letra expressa o desejo de Jung de que ela falasse em "banmal" (hangul: 반말), ou seja, utiliza-se uma  "linguagem informal". O vídeo foi postado no dia 26 de dezembro de 2010 e em apenas três dias ultrapassou 1 milhão de visualizações.
Devido ao sucesso da canção, Jung Yong-hwa reescreveu e rearranjou a música, lançando-a como um single intitulado "For First Time Lovers".

## Posições nas paradas
- A canção ficou no top do Gaon Chart por duas semanas consecutivas.
- "Banmal Song" ficou na quarta posição do top 10 dos melhores UCCs do primeiro semestre de 2011 pelo Youtube da Coreia.[2]